# Eriachne rara
Eriachne rara är en gräsart som beskrevs av Robert Brown. Eriachne rara ingår i släktet Eriachne och familjen gräs. Inga underarter finns listade i Catalogue of Life.